# Harmony (аниме)
Harmony (яп. ハーモニー Ха:мони:, «Гармония») — роман, написанный Кэйкаку Ито и выпущенный издательской компанией Hayakawa в 2008 году. О выходе полнометражного аниме-адаптации объявили 18 июня 2015 года, съёмками которой взялась студия Studio 4 °C под руководством двух режиссёров, Майкла Ариаса и Такаси Накамуры. Премьера полнометражного аниме прошла 13 ноября 2015 года во всех кинотеатрах Японии.

## Сюжет
В недалёком будущем периоде под названием «Maelstrom» ядерная война и болезни уничтожили почти всё население планеты. Для того, чтобы предотвратить новые катастрофы, мир разделился на мелкие государства, с более глубоким и этико-солидарным обществом через социальное давление и здоровье контролируется «admedicstration», объекты, где нанотехнологии, используемые в медицинских целях, чтобы облегчить жизнь каждого человека. Но в Японии, молодая девушка Туан Кириэ и её подруги Миаха Михиэ и Киан Рэйкадо не хотят жить по такому принципу, где правительство контролирует существование каждого человека, из-за чего они объявляют о своём протесте, тем самым отказываясь от пищи и лекарств до состояния суицида, однако Туан и Киан терпят неудачу.
Спустя тринадцать лет, Туан стала сотрудником Всемирной организации здравоохранения в международных силах медицинской полиции, однако она все ещё верна своим идеям. После нескольких лет разлуки с Киан, девушки вновь встречаются, при этом Туан ведёт приватное расследование в котором обнаруживает истинную угрозу, стоящую за так называемой «утопией».

## Персонажи
Туан Кириэ (яп. 霧慧トァン Кириэ Туан) — главная героиня истории. Возраст — 28 лет. Подруга Киан Рэйкадо и Миахи Михиэ, где вторая является её возлюбленной. Вместе с ними, будучи подростком, пыталась покончить с собой путём голодания, однако для неё попытка суицида потерпела неудачу. Впервые встретилась с Миахой в парке, после чего у девушек начали перерастать друг к другу отношения из дружеских в романтические. Спустя тринадцать лет Туан стала членом агентства Хеликс. С началом волн суицидов, расследовала кто стоит за этим. В процессе этого Туан выясняет, что Миаха на самом деле выжила, после чего отправилась к месту её прибывания. Прибыв к старому бункеру, Туан нашла Миаху. В конце призналась ей что всё это время хотела встретиться с Миахой вновь и что она до сих пор её любит.
Сэйю: Миюки Савасиро
Миаха Михиэ (яп. 御冷ミァハ Михиэ Миаха) — главная героиня истории. Подруга Киан Рэйкадо и возлюбленная Туан Кириэ. По собственной инициативе, будучи подростком, попыталась покончить с собой путём голодания вместе с Туан и Киан, так как считала что WatchMe предназначен не только для продолжения длительности жизни, а также для контроля над самими людьми. После попытки суицида, Туан и Киан сообщили, что Миаха умерла, однако же выясняется что на самом деле она также выжила. В детские годы принадлежала к маленькой этнической группе, у которой не было сознательности. В возрасте восьми лет была поймана русским военным и отослана в лагерь для работорговли. Однако позже Миаха, была спасена и усыновлена японской семьёй, после чего переехала в Токио, где познакомилась с Туан и Киан. Спустя некоторое время начала испытывать любовные чувства к Туан и начала с ней романтические отношения. Считая WatchMe системой правительства для контроля над людьми, Миаха хотела достичь Гармонии, из-за чего она написала код для нейронной сети, который был установлен в мозг каждого человека и причинил волну суицидов, тем самым Миаха хотела достичь утопии в мире с помощью стирания сознания в каждом человеке. Она создала хаос, тем самым надеясь что Next-Gen не оставалось ничего, кроме внедрения кода, который сотрёт сознание у людей. В конце вновь встретилась с Туан после тринадцать лет разлуки, после чего призналась ей что так же любит её как и прежде.
Сэйю: Рэйна Уэда
Киан Рэйкадо (яп. 零下堂キアン Рэкадо Киан) — подруга Туан Кириэ и Миахи Михиэ. Вместе с ними, будучи подростком, попыталась покончить с собой путём голодания. Хоть Киан и согласилась покончить жизнь самоубийством, она перестала принимать таблетки, не говоря ничего Туан и Миахе. Спустя тринадцать лет вновь встречается с Туан. Покончила жизнь самоубийством, воткнув нож в горло, сидя в ресторане с Туан, когда был внедрён код, заставляющий людей совершать суицид, выбирая их произвольно.
Сэйю: Ая Судзаки
Оскар Штауффенберг (яп. オスカー・シュタウフェンベルク Осука: Сютауфэнбэруку) — главный инспектор агентства инспекции Хеликс и начальница Туан Кириэ. Возраст — 72 года.
Сэйю: Ёсико Сакакибара
Асаф (яп. アサフ Асафу) — лидер группы мусульман, отрекших программу WatchMe.
Сэйю: Акио Оцука
Илья Васиров (яп. エリヤ・ヴァシロフ Эрия Васирофу) — член организации Next-Gen. Прикрывался агентом Интерпола с целью убить Нуаду Кирие для ослабления организации Next-Gen. Убит Туан, тем самым отомстив за смерть отца.
Сэйю: Синъитиро Мики
Кэйта Саэки (яп. 冴紀ケイタ Саэки Кэйта) — учёный и партнёр Нуады. Именно он указал Туан место нахождение её отца, когда та вела расследование по волне суицидов.
Сэйю: Юити Нагасима
Нуадза Кириэ (яп. 霧慧ヌァザ Кириэ Нуадза) — отец Туан. Учёный, а также создатель WatchMe и член организации Next-Gen. После попытки суицида Миахи, Нуада забрал её вместе с другими детьми с суицидальными наклонностями для изучения и создания гармонической души. Встретился с дочерью и рассказал ей о программе Harmony. Был застрелен Ильёй.
Сэйю: Дзюмпэй Морита